# Семенова Алла Василівна
Семенова Алла Василівна — директор науково-дослідного інституту проблем забезпечення якості освіти Одеської державної академії технічного регулювання та якості, доктор педагогічних наук (2009 р.), професор (2015 р.).

## Освіта, науковий шлях
- 1992 рік — закінчила з відзнакою у Одеське вище училище метрології стандартизації та сертифікації за спеціальністю: технік-метролог електротеплотехнічних вимірювань.
- 1997 рік — закінчила Південноукраїнський державний педагогічний університет імені К. Д. Ушинського (факультет фізики та математики) в за спеціальністю: учитель фізики та інформатики.
- 1998—2001 рр. — навчалася в заочній аспірантурі на кафедрі педагогіки Південноукраїнського державного педагогічного університету імені К. Д. Ушинського.
- 2001 рік — захистила дисертацію на здобуття наукового ступеня кандидата педагогічних наук за спеціальністю «13.00.04 — Теорія і методика професійної освіти». Тема: «Професійна діяльність учителя з розвитку творчих здібностей старшокласників на уроках природничо-математичного циклу».
- 2005 рік — присвоєно вчене звання доцента кафедри педагогіки.
- 2005—2007 рр. — стипендіат Кабінету Міністрів України для молодих учених (відповідно до рішення колегії Міністерства освіти і науки України від 23.09.2005 р., протокол 9/5-13 та постанови Президії Комітету з Державних премій України в галузі науки і техніки від 02.11.2005 р. № 5).
- 2009 рік — захистила дисертацію на здобуття наукового ступеня доктора педагогічних наук за спеціальністю «13.00.04 — Теорія і методика професійної освіти». Тема: «Теоретичні і методичні засади застосування парадигмального моделювання у професійній підготовці майбутніх учителів».
- 2015 рік — присвоєне вчене звання професора кафедри політології.

## Трудова діяльність
Педагогічну діяльність розпочала у 1994 році вчителем основ інформатики та обчислювальної техніки в загальноосвітній школі № 65 м. Одеси (1994—2002 рр.). Одночасно, протягом 1998—2002 років працювала викладачем загальної електротехніки та мікроелектроніки Одеського автодорожнього технікуму. З 2002 по 2008 рік викладала в Південноукраїнському державному педагогічному університеті імені К. Д. Ушинського на посадах: асистента, старшого викладача, доцента кафедри педагогіки.
2008—2012 рр. працювала на посаді професора кафедри юридичної психології та журналістики Одеської національної юридичної академії. Викладала дисципліни: «Вища освіта і Болонський процес», «Ділова українська мова», «Юридична психологія», «Судова психологія», «Основи педагогіки і психології».
2010—2017 рр. — за сумісництвом викладач Одеського регіонального відділення Національної школи суддів України. Викладала курси «Психологічна адаптація суддів до суддівської діяльності», «Психопедагогічні техніки розвитку навичок саморегуляції і профілактики емоційного вигоряння у професійній діяльності суддів», «Засоби оптимізації міжособистісних стосунків працівників апарату суду: взаємовідносини судді з помічником судді, секретарем судового засідання. Психологічні та суспільні фактори, їх вплив на здійснення судочинства в судах».
2012—2013 рр. — професор кафедри документознавства та інформаційної діяльності Одеського національного політехнічного університету;
2012 рр. — директор-засновник навчально-консультаційного центру Одеського національного політехнічного університету «Педагогічна майстерність».
2013—2020 рр. — професор кафедри політології Одеського національного політехнічного університету. Викладала дисципліни: «Методологія вкладання у вищій школі і Болонський процес», «Професійна педагогіка» для магістрантів всіх спеціальностей, «Психологія і педагогіка вищої школи» для докторантів PhD всіх спеціальностей.
2018 р. — по теперішній час — професор кафедри стандартизації оцінки відповідності та освітніх вимірювань ОДАТРЯ. Викладає дисципліни: «Психологія і педагогіка вищої школи» для магістрантів всіх спеціальностей, «Теорія навчання» для магістрантів спеціальності 011 «Освітні вимірювання»;
грудень 2019 р. — по теперішній час — директор науково-дослідного інституту проблем забезпечення якості освіти Одеської державної академії технічного регулювання та якості.
Коло наукових інтересів: Педагогіка, психологія, філософія освіти. Питання теорії і практики професійної освіти з позицій постнекласичної методології; парадигмальне моделювання у професійній підготовці на ґрунті ідей синергетики, цілісного методологічного підходу; персоналізація професійної підготовки; підготовка майбутніх правознавців до запобігання маніпулятивним впливам масової комунікації; професійна мобільність, формування та розвиток компетентності фахівців; розвиток креативності, критичного мислення студентів, соціальне партнерство; методологія вищої освіти; психопедагогіка; удосконалення ціннісного виміру досвіду суб'єктів педагогічної дії у контексті науково-педагогічних ідей І. А. Зязюна; розвиток професійної майстерності фахівців.

## Громадська діяльність

### Науково-редакційна діяльність
З 2013 року по теперішній час — науковий редактор-засновник збірника наукових праць Одеського національного політехнічного університету «Педагогічна майстерність викладача вищої школи» («Педагогическое мастерство преподавателя высшей школы»).

### Наукове та науково-педагогічне співробітництво із закордонними організаціями
- Національний інститут судей (NJI), Оттава, Канада у межах Українсько-Канадського проекту «Суддівська освіта — для економічного розвитку» (JEEG) — експерт з проведення тренінгових занять для суддів-викладачів Національної школи суддів України «Підготовка викладачів-розробників стандартизованих навчальних програм та методик, заснованих на формуванні суддівських навичок»; розробка програми та проведення тренінгових занять для суддів-викладачів «Психологічна адаптація до суддівської діяльності» (2014—2016 рр.).
- Канадська агенція з міжнародного розвитку Компоненту Офісу Уповноваженого з питань федеральних суддів Канади (FJA) проведення навчальних семінарів для суддів та адвокатів з питань досудового врегулювання спорів (2015 р.).
- Агенція США з міжнародного розвитку USAID у межах Проекту «Справедливе правосуддя», «Гарантії забезпечення безпеки у роботі суду» — тренінги для працівників Національної поліції; проведення тренінгових занять для суддів-викладачів (2015—2016 рр.).
- Європейський Союз та Рада Європи у межах Проекту «Консолідація розробки реформ у сфері юстиції в Україні» розробка та проведення тренінгів для суддів-тренерів Національної школи суддів України «Використання інтерактивних методів навчання та ефективних комунікаційних методик під час проведення навчання суддів» (2016 р.).